# Martin Wächter
Martin Wächter (* 15. November 1960 in Menden (Sauerland)) war von 2015 bis Oktober 2020 hauptamtlicher Bürgermeister der Stadt Menden (Sauerland) im Märkischen Kreis. Er ist Mitglied der CDU.
Nach seinem Schulbesuch machte Wächter eine Ausbildung zum Industriekaufmann. Er schloss das Studium als Diplom-Betriebswirt ab. Von 1979 bis 1993 war Wächter, unterbrochen vom Wehrdienst und dem Studium, bei der Firma Böckelmann und danach bei der Firma Ewald Rostek Oberflächentechnik GmbH, zuletzt als kaufmännischer Leiter, beschäftigt.
Wächter war seit 1999 im Ehrenamt stellvertretender Bürgermeister, saß seit 1994 für die CDU im Rat und war von 1999 bis 2009 Fraktionsgeschäftsführer und im Anschluss bis 2015 Fraktionsvorsitzender. Er gewann die Bürgermeisterwahl in der Stichwahl am 27. September 2015 mit 54,43 % der abgegebenen Stimmen.
Martin Wächter trat 2020 nicht zur Wiederwahl an. Seine Amtszeit endete am 30. Oktober 2020.
Herausragende Punkte seiner Amtszeit waren ein neues Gewerbegebiet „Hämmer II“ in Bösperde, Manko die unzureichende Situation in der Entwicklung der Innenstadt – gescheitertes Einkaufszentrum/Immobilienprojekt „Dieler“.
Wächters Führungsstil und seine mangelnde Sichtbarkeit wurden wiederholt kritisiert. Mit Sebastian Arlt hat die CDU ausdrücklich eine Führungspersönlichkeit zum neuen Bürgermeisterkandidaten nominiert.
In der Debatte um die Zukunft des Bürgerhauses – Abriss oder Sanierung – wurde deutlich, dass Wächter zumindest in dieser Frage keinen Rückhalt in seiner eigenen Partei CDU hatte. CDU und SPD wiederum wurden per Bürgerentscheid zum Erhalt des Bürgerhauses gezwungen.
Martin Wächter ist ledig und wohnt im Mendener Stadtteil Oesbern.